# Гусейнов Тимерлан Рустамович
Тимерла́н Руста́мович Гусе́йнов (нар. 24 січня 1968, Буйнакськ, Дагестанська АРСР, Російська РФСР, СРСР) — радянський та український футболіст кумикського походження, нападник. Відомий виступами за луганську «Зорю», одеський «Чорноморець» та збірну України. Майстер спорту СРСР (1986 рік), Майстер спорту України (1994 рік). За час своєї кар'єри здобув багато відзнак та титулів: володар кубку України, дворазовий найкращий бомбардир Прем'єр-ліги, дворазовий срібний призер чемпіонату України, золотий призер другої ліги СРСР, перший бомбардир незалежної України, що забив 100 голів у офіційних матчах, найкращий бомбардир клубу «Чорноморець» усіх часів (87 голів), член клубу Олега Блохіна тощо. За версією сайту Football.ua увійшов до складу 50-ти найкращих футболісті одеського «Чорноморця», посівши четверте місце (Тимерлана обігнали тільки Плоскіна, Лещук та Москаленко). Після завершення кар'єри футболіста став футбольним тренером, з вересня 2013 входить до тренерського штабу ФК «Реал Фарма».

## Життєпис

### Клубна кар'єра

#### Перші роки
Народився 24 січня 1968 року у місті Буйнакськ, Дагестанської АРСР, Російської РФСР у кумицько-українській родині. Його батько був за походженням кумик, мати - з України.
У 1970 році, у віці 2-х років, разом з батьками переїхав у місто Первомайськ, Миколаївська область, Українська РСР, де з другого класу почав грати у футбол під керівництвом Володимира Прокоповича Резнікова.
|                      | У Первомайську, де я жив з дворічного віку, крім футболу, волейболу та велоспорту нічим іншим школяру зайнятися, за великим рахунком, було нічим. Чому вибрав футбол вже не пам'ятаю. Моїм першим тренером був нині, на жаль, покійний Володимир Прокопович Резніков. Під його керівництвом я тренувався з 2 по 8 клас. А потім Резніков сказав, що якщо я хочу стати справжнім футболістом, то треба їхати вчитися у велике місто ... Оригінальний текст (рос.) В Первомайске, где я жил с двухлетнего возраста, кроме футбола, волейбола и велоспорта ничем другим школьнику заняться, по большому счету, было нечем. Почему выбрал футбол уже не помню. Моим первым тренером был ныне, увы, покойный Владимир Прокофьевич Резников. Под его руководством я тренировался со 2 по 8 класс. А потом Резников сказал, что если я хочу стать настоящим футболистом, то надо ехать учиться в большой город… |
| — Тимерлан Гусейнов, | |

1983 року, пройшовши конкурсний відбір, молодий спортсмен перебрався у Ворошиловградський спортінтернат, де його тренером став Вадим Добіжа. Пізніше він став головним тренером ворошиловградської «Зорі», де 1985 року, у 17-річному віці Тимерлан дебютував. Згідно тодішніх футбольних правил у Радянському Союзі, у складі команд другої ліги повинно бути не менш ніж два гравці молодше 18-ти років, при чому вони повинні були обов'язково грати у матчах на своєму полі, та один з них грати на виїзді. У той час разом із Гусейновим у інтернаті також вчилися Сергій Погодін та Олег Волотек, які також викликалися до головної луганської команди. Того року чорно-білі після невдалого сезону вилетіли до шостої української зони другої ліги чемпіонату СРСР. Свій дебютний гол у дорослому футболі Тимерлан Гусейнов забив під час матчу з криворізьким «Кривбасом». На 20-ій хвилині матчу, Гусейнов вийшов на заміну, а вже на 80-ій забив єдиний переможний гол у матчі. У першому ж сезоні 1985 року Тимерлан провів за луганчан 28 матчів та забив 9 голів, ставши найкращим бомбардиром сезону та Майстром спорту СРСР, але команда так і не змогла вийти у першу лігу, зайнявши 13 місце з 14-ти команд. Наступного року 18-річний футболіст став вже основним гравцем команди і разом з командою здобув путівку у першу лігу Чемпіонату СРСР, отримавши свою першу золоту медаль. Наступного 1987 року Гусейнова було призвано до армії, через що він більше не зміг виступати за «Зорю».

#### Армійські команди
Перед початком служби в армії Гусейнова направили грати у київський ЦСКА, а після присяги в армії відправили додому. У той час армійців тренував Віктор Фомін. Але Тимерлан встиг пройти лише двухмісячні збори у Севастополі та відіграти шість матчів, де забив два голи, після чого його направили до московського ЦСКА.
|                      | Столиця СРСР мені не сподобалася. Дуже велике та галасливе місто. Тільки дорога на тренування займала години дві. До сьогодні залишилися найнеприємніші спогади. Може тому, що це пов'язано зі службою в армії... І взагалі великі міста мені не до душі. Оригінальний текст (рос.) Столица СССР мне не понравилась. Очень большой и шумный город. Только дорога на тренировку занимала часа два. До сих пор остались самые неприятные воспоминания. Может потому, что это связано со службой в армии... И вообще большие города мне не по душе. |
| — Тимерлан Гусейнов, | |

У складі столичних армійців Гусейнов відіграв майже два сезони, зігравши 13-ти матчах вищої ліги та забивши один гол. Разом із дагестанським футболістом у клубі на той час грали Дмитро Тяпушкін, Андрій П'ятницький та Ігор Корнєєв, а очолював команду Юрій Морозов. Під час виступів за армійські клуби, футболісти ЦСКА жили на базі та проходили строкову службу, за словами самого Гусейнова, але після поразок іноді до футболістів приїжджали «високі чини» та лякали спортсменів «окопами».
Після сезону 1988 року ЦСКА вилетів у першу лігу, але все ж нікого з рядових Радянської армії не відправили на війну. На тренерській посаді Морозова змінив Сергій Шапошников, який згодом відправив Гусейнова до дублюючої команди, але там футболіст також не затримався, забивши три голи у восьми матчах. Після того як стало зрозуміло, що Гусейнов не збирається залишатися в армії його хотіли узяти до себе представники бакинського «Нефтчі» та донецького «Шахтаря», але Тимерлан їм відмовив.

#### «Зоря» та «Металург»
Після повернення в Україну футболіст повернувся у «Зорю», яка до того часу знову вилетіла до другої ліги. У луганській команді Тимерлан провів всього два сезони, забивши 30 голів у 84 матчах чемпіонату СРСР, а також провів один матч у кубку СРСР. Після двох років проведених у рідній команді, Гусейнов переїхав до Запоріжжя, де грав за місцевий «Металург», але не відзначився там голами за основний склад, провівши 14 «сухих» матчів.
Після здобуття Україною незалежності футбольний чемпіонат також змінився, при чому у першому ж чемпіонаті 1992 року, що запоріжці, що луганці грали у вищій лізі. Отож Тимерлан вирішив знову, повернутися до Луганська. Але у перших турах він не зіграв за рідну команду, через невирішені фінансові питання трансферу. Однак, після успішного переходу у першому ж матчі з охтирським «Нафтовиком» нападник відзначився дублем. У перших сезонах чемпіонату Гусейнов у «Зорі» показував непогані результати, забивши 21 гол у 48 матчах за два сезони. А по завершенню сезону 1992–1993 років, керівництвом клубу було об'явлено про омолодження складу команди, тому Гусенов перейшов до одеського «Чорноморця» задарма.

#### «Чорноморець»
Перший свій матч за моряків Тимерлан провів 8 серпня 1993 року проти луцької «Волині». Тоді команда Віктора Прокопенка не змогла вразити ворота Андрія Байсаровича жодного разу, а Гусейнов на 77-ій хвилині був замінений на Віталія Парахневича. Однак наступний матч проходив із колишнім клубом футболіста, «Зорею» на Центральному стадіоні ЧМП в Одесі. Вже з перших хвилин гравець показав луганцям якого футболіста вони втратили — у другій хвилині матчу Гусенов забив у ворота «чорно-білих» головою, а потім і ще два голи (на 10-ій та 71-ій хвилинах) оформивши свій перший та єдиний хет-трик у чемпіонаті України у «Чорноморці». Після цього матчу, отримавши три очки команда піднялася на третю сходинку чемпіонату, з якої й фінішувала, а Тимерлан став найкращим бомбардиром сезону. У тому ж році клуб завоював Кубок України. Кожен з перших шести матчів (вдома та на виїзді) з керчинським «Войківцем», запорізьким «Металургом» та дніпропетровським Дніпром одесити відіграли з рахунком 4:0, при чому Тимерлан забив по одному голу запоріжцям та дніпрянам. У наступних матчах «чорно-сині» обіграли львівські «Карпати», а у фіналі зустрілися із сімферопольською «Таврією», обігравши її за результатами пенальті 5:3.
Наступні два сезони клуб здобував срібні медалі у чемпіонаті, а у 1994–1995 роках команда вийшла у півфінал Кубка країни, але поступилася донецькому «Шахтарю», який згодом став володарем трофею. Усі ці досягнення дали можливість команді щороку виступати у єврокубкових турнірах. Всього Тимерлан Рустамович провів у Кубку кубків та Кубку УЄФА 11 матчів, де забив два голи — у ворота швейцарського «Грассгоппера» та мальтійського «Гіберніансу».
Після вдалого сезону 1995–1996 років, де Тимерлан став найкращим бомбардиром команда разом із футболістом посіла друге місце у чемпіонаті України. Того ж сезону футболіст провів декілька матчів у складі збірної України у ході відбіркового етапу до чемпіонату Європи 1996 року. Після цих здобутків українець отримав пропозицію переходу в англійський футбольний клуб «Ковентрі Сіті», що виступав у місцевій Прем'єр-лізі. У складі англійців на той час вже виступав колишній захисник львівських «Карпат» Олександр Євтушок.
|                      | Це дуже заплутана історія, яка не має з футболом нічого спільного — одним словом, лихі 90-ті... Не буду розповідати подробиць, адже люди, про яких доведеться говорити, ще живі... Оригінальний текст (рос.) Это очень запутанная история, не имеющая с футболом ничего общего — одним словом, лихие 90-е… Не буду рассказывать подробностей, ведь люди, о которых придется говорить, еще живы... |
| — Тимерлан Гусейнов, | |

Після вдалих сезонів, проведених під керівництвом спочатку Віктора Прокопенка, а потім Леоніда Буряка посаду головного тренера довгий час ніхто не займав більше ніж на один сезон. За цей час команда вилетіла у першу лігу, однак не затрималася там, повернувшись до вищого дивізіону наступного року, отримавши срібні медалі. Перше місце зайняло столичне «Динамо-2». Після повернення у вищу лігу Гусейнов відіграв за клуб ще трохи більше одного сезону, але вже майже не забивав.
Всього у «Чорноморці» футболіст провів: 204 матчі у чемпіонаті України, де забив 79 голів; 25 матчів у кубку України — 6 голів; 11 матчів у єврокубкових турнірах — 2 голи. Усього: 240 матчів та 87 голів в офіційних матчах. За цей час Тимерлан встановив декілька рекордів клубу, які ще ніхто не подолав:
- Найбільша кількість матчів в єврокубках усіх часів серед нападників.
- Найбільша кількість матчів в усіх змаганнях українського періоду серед нападників.
- Найбільша кількість матчів у чемпіонатах України серед нападників.
- Найбільша кількість матчів у кубках України серед нападників.
- Найбільша кількість голів у всіх змаганнях усіх часів.
- Найбільша кількість голів у чемпіонатах України.
- Найбільша рекордна кількість голів за один сезон чемпіонату України.

#### Завершення кар'єри гравця
По завершенні кар'єри Гусейнов почав грати у напів-аматорському клубі «Сигнал» з Одеси (у 2000 та 2002–2004 роках), де здобув ще одну нагороду — Кубок Одеської області, а також грав у друголіговому «Спартаку» з Сум.

#### Статистика виступів
| Клуб                                                                                            | Ліга              | Сезон             | Чемпіонат | Чемпіонат | Кубок | Кубок | Єврокубки | Єврокубки | Інші змагання | Інші змагання | Інші змагання | Всього | Всього |
| Клуб                                                                                            | Ліга              | Сезон             | Ігри      | Голи      | Ігри  | Голи  | Ігри      | Голи      | Назва         | Ігри          | Голи          | Ігри   | Голи   |
| ----------------------------------------------------------------------------------------------- | ----------------- | ----------------- | --------- | --------- | ----- | ----- | --------- | --------- | ------------- | ------------- | ------------- | ------ | ------ |
| «Спартак» Суми                                                                                  | 2Л                | 01-02             | 16        | 8         | 2     | 0     | —         | —         | —             | —             | —             | 18     | 8      |
| «Спартак» Суми                                                                                  | 1Л                | 00-01             | 15        | 3         | 0     | 0     | —         | —         | —             | —             | —             | 15     | 3      |
| «Спартак» Суми                                                                                  | Всього            | Всього            | 31        | 11        | 2     | 0     | 0         | 0         |               | 0             | 0             | 33     | 11     |
| «Чорноморець-2» О                                                                               | 1Л                | 99-00             | 3         | 0         | 0     | 0     | —         | —         | —             | —             | —             | 3      | 0      |
| «Чорноморець-2» О                                                                               | Всього            | Всього            | 3         | 0         | 0     | 0     | 0         | 0         |               | 0             | 0             | 3      | 0      |
| «Чорноморець» О                                                                                 | ВЛ                | 00-01             | 2         | 0         | 0     | 0     | —         | —         | —             | —             | —             | 2      | 0      |
| «Чорноморець» О                                                                                 | ВЛ                | 99-00             | 23        | 1         | 1     | 0     | —         | —         | —             | —             | —             | 24     | 1      |
| «Чорноморець» О                                                                                 | 1Л                | 98-99             | 29        | 13        | 0     | 0     | —         | —         | —             | —             | —             | 29     | 13     |
| «Чорноморець» О                                                                                 | ВЛ                | 97-98             | 27        | 6         | 5     | 2     | —         | —         | —             | —             | —             | 32     | 8      |
| «Чорноморець» О                                                                                 | ВЛ                | 96-97             | 28        | 9         | 3     | 0     | 4         | 0         | —             | —             | —             | 35     | 9      |
| «Чорноморець» О                                                                                 | ВЛ                | 95-96             | 33        | 20        | 1     | 0     | 5         | 1         | —             | —             | —             | 39     | 21     |
| «Чорноморець» О                                                                                 | ВЛ                | 94-95             | 29        | 12        | 7     | 2     | 2         | 1         | —             | —             | —             | 38     | 15     |
| «Чорноморець» О                                                                                 | ВЛ                | 93-94             | 33        | 18        | 8     | 2     | —         | —         | —             | —             | —             | 41     | 20     |
| «Чорноморець» О                                                                                 | Всього            | Всього            | 204       | 79        | 25    | 6     | 11        | 2         |               | 0             | 0             | 240    | 87     |
| «Зоря-МАЛС»                                                                                     | ВЛ                | 92-93             | 27        | 8         | 4     | 1     | —         | —         | —             | —             | —             | 31     | 9      |
| «Зоря-МАЛС»                                                                                     | ВЛ                | 1992              | 15        | 11        | 2     | 1     | —         | —         | —             | —             | —             | 17     | 12     |
| «Зоря-МАЛС»                                                                                     | Всього            | Всього            | 42        | 19        | 6     | 2     | 0         | 0         |               | 0             | 0             | 48     | 21     |
| «Металург» З                                                                                    | ВЛ                | 1991              | 14        | 0         | 0     | 0     | —         | —         | —             | —             | —             | 14     | 0      |
| «Металург» З                                                                                    | Всього            | Всього            | 14        | 0         | 0     | 0     | 0         | 0         |               | 0             | 0             | 14     | 0      |
| «Зоря» В                                                                                        | 2Л                | 1990              | 36        | 12        | 1     | 0     | —         | —         | —             | —             | —             | 37     | 12     |
| «Зоря» В                                                                                        | 2Л                | 1989              | 48        | 18        | 0     | 0     | —         | —         | —             | —             | —             | 48     | 18     |
| «Зоря» В                                                                                        | Всього            | Всього            | 84        | 30        | 1     | 0     | 0         | 0         |               | 0             | 0             | 85     | 30     |
| ЦСКА-2 Москва                                                                                   | 2Л                | 1988              | 8         | 3         | 0     | 0     | —         | —         | —             | —             | —             | 8      | 3      |
| ЦСКА-2 Москва                                                                                   | Всього            | Всього            | 8         | 3         | 0     | 0     | 0         | 0         |               | 0             | 0             | 8      | 3      |
| ЦСКА Москва                                                                                     | ВЛ                | 1988              | 1         | 0         | 0     | 0     | —         | —         | —             | —             | —             | 1      | 0      |
| ЦСКА Москва                                                                                     | ВЛ                | 1987              | 12        | 1         | 2     | 0     | —         | —         | ПД+КФ         | ?+3           | 8             | 17     | 9      |
| ЦСКА Москва                                                                                     | Всього            | Всього            | 13        | 1         | 2     | 0     | 0         | 0         |               | 3             | 8             | 18     | 9      |
| ЦСКА Київ                                                                                       | 2Л                | 1987              | 6         | 2         | —     | —     | —         | —         | —             | —             | —             | 6      | 2      |
| ЦСКА Київ                                                                                       | Всього            | Всього            | 6         | 2         | 0     | 0     | 0         | 0         |               | 0             | 0             | 6      | 2      |
| «Зоря» В                                                                                        | 2Л                | 1986              | 31        | 8         | 1     | 0     | —         | —         | —             | —             | —             | 32     | 8      |
| «Зоря» В                                                                                        | 2Л                | 1985              | 28        | 9         | —     | —     | —         | —         | —             | —             | —             | 28     | 9      |
| «Зоря» В                                                                                        | Всього            | Всього            | 59        | 17        | 1     | 0     | 0         | 0         |               | 0             | 0             | 60     | 17     |
| Всього за кар'єру                                                                               | Всього за кар'єру | Всього за кар'єру | 464       | 162       | 37    | 8     | 11        | 2         |               | 3             | 8             | 515    | 180    |
| 2Л — друга ліга; ВЛ — вища ліга; ПД — першість дублерів; КФ — Кубок Федерації; 1Л — перша ліга. |                   |                   |           |           |       |       |           |           |               |               |               |        |        |

### Збірна
Перший свій матч у складі збірної Тимерлан Гусейнов провів 16 жовтня 1993 року у товариському матчі проти збірної США. Також він брав участь у кваліфікаційному раунді до чемпіонату Європи 1996 та ще у декількох товариських матчах. Свій дебютний гол Гусейнов забив 13 листопада 1994 року у матчі проти збірної Естонії на 72-й хвилині. Всього Тимерлан провів 14 матчів за збірну та забив 8 голів (з них по два дублі). Цікаво, що усі матчі за національну команду Гусейнов провів будучи гравцем «Чорноморця» і ні до, ні після одеського клубу до збірної не викликався.

#### Матчі
| 01 | 16 жовтня 1993    | Гай-Пойнт | Ей. Джей. Симейн Стедіум | США        | 2-1 | Товариський матч        |          |  |  | [ 5 ]  |
| 02 | 20 жовтня 1993    | Сан-Дієго | Джек Мерффі Стедіум      | Мексика    | 1-2 | Товариський матч        |          |  |  | [ 6 ]  |
| 03 | 12 жовтня 1994    | Київ      | Республіканський стадіон | Словенія   | 0-0 | Євро 1996, кваліфікація |          |  |  | [ 7 ]  |
| 04 | 13 листопада 1994 | Київ      | Республіканський стадіон | Естонія    | 3-0 | Євро 1996, кваліфікація | 72'      |  |  | [ 8 ]  |
| 05 | 26 квітня 1995    | Таллін    | Кадріорг                 | Естонія    | 1-0 | Євро 1996, кваліфікація | 17'      |  |  | [ 9 ]  |
| 06 | 11 червня 1995    | Київ      | Республіканський стадіон | Хорватія   | 1-0 | Євро 1996, кваліфікація |          |  |  | [ 10 ] |
| 07 | 6 вересня 1995    | Вільнюс   | Жальгіріс                | Литва      | 3-1 | Євро 1996, кваліфікація | 66', 70' |  |  | [ 11 ] |
| 08 | 11 жовтня 1995    | Любляна   | Олімпія                  | Словенія   | 2-3 | Євро 1996, кваліфікація | 44'      |  |  | [ 12 ] |
| 09 | 11 листопада 1995 | Барі      | Санта Нікола             | Італія     | 1-3 | Євро 1996, кваліфікація |          |  |  | [ 13 ] |
| 10 | 9 квітня 1996     | Кишинів   | Республіканський стадіон | Молдова    | 2-2 | Товариський матч        | 49', 66' |  |  | [ 14 ] |
| 11 | 1 травня 1996     | Самсун    | Стадіон «19 травня»      | Туреччина  | 2-3 | Товариський матч        | 34'      |  |  | [ 15 ] |
| 12 | 13 серпня 1996    | Київ      | НСК «Олімпійський»       | Литва      | 5-2 | Товариський матч        |          |  |  | [ 16 ] |
| 13 | 2 жовтня 1996     | Київ      | НСК «Олімпійський»       | Португалія | 2-1 | Товариський матч        |          |  |  | [ 17 ] |
| 14 | 23 березня 1997   | Київ      | НСК «Олімпійський»       | Молдова    | 1-0 | Товариський матч        |          |  |  | [ 18 ] |

Всього: 14 матчів; 8 перемог, 2 нічиїх, 4 поразки.

### Тренерська кар'єра
Після завершення кар'єри гравця в 2004–2007 роках працював тренером одеського «Сигналу». З 11 лютого 2007 року працював тренером футбольного клубу «Одеса» (до 2011 носив назву «Дністер» та представляв смт Овідіополь), який за цей час перейшов із другої ліги у першу. У 2008 році певний час був в.о. головного тренера «Дністра», а з сезону 2008–2009 років і до 2012 року був спортивним директором клубу.
З вересня 2013 року входить до тренерського штабу ФК «Реал Фарма», де він допомагає Миколі Лиховидову та Ігорю Корнійцю.

## Титули, рекорди та досягнення

### Командні
«Зоря» Луганськ:
- Золотий призер другої ліги СРСР (1): 1986.

«Чорноморець» Одеса:
- Срібний призер вищої ліги чемпіонату України (2): 1994–1995, 1995–1996.
- Бронзовий призер вищої ліги чемпіонату України (1): 1993–1994.
- Срібний призер першої ліги чемпіонату України (1): 1998–1999.
- Володар Кубка України (1): 1993–1994.
- Півфіналіст Кубка України (1): 1994–1995.

«Сигнал» Одеса:
- Володар Кубка Одеської області (1): 2002.

### Індивідуальні
- Найкращий бомбардир чемпіонату України (2): 1993–1994, 1995–1996.
- Перший футболіст незалежної України, що забив 100 голів в офіційних матчах.
- Член Клубу бомбардирів Олега Блохіна (104 голи).

### Рекорди у «Чорноморці»
| - Найбільша кількість матчів в єврокубках усіх часів серед нападників. (11) - Найбільша кількість матчів в усіх змаганнях українського періоду серед нападників. (240) - Найбільша кількість матчів у чемпіонатах України серед нападників. (204) - Найбільша кількість матчів у кубках України серед нападників. (25) | - Найбільша кількість голів у всіх змаганнях усіх часів. (87) - Найбільша кількість голів у чемпіонатах України. (79) - Найбільша рекордна кількість голів за один сезон чемпіонату України. (21, 1995/96) |

## Дивись також
- Клуб Тимерлана Гусейнова